# Helichrysum lepidissimum
Helichrysum lepidissimum là một loài thực vật có hoa trong họ Cúc. Loài này được S.Moore mô tả khoa học đầu tiên năm 1903.